# Susan Field
Susan Field (* 18. Oktober 1932 in Norfolk als Susan Fuller; † 19. März 2005 in Camden, London) war eine britische Schauspielerin. Seit Beginn der 1960er Jahre bis zuletzt im Jahr 2000 war sie in mehr als 80 Produktionen zu sehen, vor allem in Fernsehserien.

## Filmographie (Auswahl)
- 1961: Knight Errant Limited
- 1963: Coronation Street (6 Episoden)
- 1967: The Lion, The Witch and the Wardrobe
- 1975: Sherlock Holmes’ cleverer Bruder
- 1979: Der Prinzregent
- 1980: Auf eigene Faust – Eine Familienangelegenheit
- 1981: Wiedersehen mit Brideshead
- 1981: Auf die sanfte Tour
- 1984: Das Juwel der Krone – Ans andere Ufer
- 1986: Clockwise – Recht so, Mr. Steimpson
- 1987: Klein Dorrit
- 1989: Das lange Elend
- 1989: Romanze ohne Ende
- 1993: Undercover! Ermittler zwischen den Fronten
- 1994: Mary Shelleys Frankenstein
- 1994: Harry Enfilds ganz alltägliche Grausamkeiten
- 1998: Auf immer und ewig
- 1999: Inspector Barnaby
- 2000: Harbour Lights